# Steinfolie

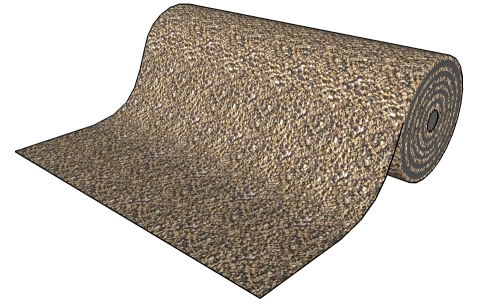
Steinfolienrolle

Steinfolie ist eine mit feinen Kieselsteinchen einseitig und flächendeckend beklebte PVC-Folie, die durch eine zusätzliche Gewebeeinlage verstärkt ist. Steinfolie wird im Garten- und Landschaftsbau zur Gestaltung von künstlichen Bachläufen oder zur Randausbildung von Gartenteichen verwendet. Dort wird zur Sicherheit gegen Undichtigkeiten eine Teichfolie als Untergrund verwendet. Die Steinauflage oder Steinfolie soll die Abdichtungsfolie tarnen, meist wird die Steinfolie selbst mit wenigen Steinen getarnt (weil die einheitliche Korngröße etwas "künstlich" aussieht), aber durch Gebrauch einer Steinfolie kann mit weniger Decksteinen das Auslangen gefunden werden.
Die Steinfolie wird zumeist als Rollenware in den Handel gebracht. Die Steinchen können verschiedene Farben und Durchmesser haben.